# Кубок Англії з футболу 1883—1884
Кубок Англії з футболу 1883—1884 — 13-й розіграш найстарішого футбольного турніру у світі, Кубка виклику Футбольної Асоціації, також відомого як Кубок Англії. Вперше титул здобув Блекберн Роверз.

## Перший раунд
Клуби Престон Норт-Енд, Свіфтс, Венсдей та Дербі Мідленд пройшли до наступного раунду після жеребкування.
| Дата                      | Господарі               | Рахунок | Гості                |
| ------------------------- | ----------------------- | ------- | -------------------- |
|                           | Клепем Роверз           | +:-     | Кілдар               |
|                           | Рексем Олімпікс         | +:-     | Ліверпуль Рамблерс   |
|                           | Ноттінгем Форест        | +:-     | Редкар-енд-Коатем    |
| 6 жовтня                  | Кру Александра          | 0:10    | Квінз Парк           |
| 13 жовтня                 | Блекберн Олімпік        | 5:1     | Дарвен Рамблерс      |
| 13 жовтня                 | Голлівелл               | 2:5     | Іглі                 |
| 20 жовтня                 | Грейт Лівер             | 4:1     | Астлі Брідж          |
| 20 жовтня                 | Блекберн Роверз         | 7:1     | Саутпорт Централ     |
| 20 жовтня                 | Смол Гіт Альянс         | 1:1     | Бірмінгем Ексельсіор |
| 10 листопада Перегравання | Бірмінгем Ексельсіор    | 3:2     | Смол Гіт Альянс      |
| 20 жовтня                 | Герст                   | 3:1     | Тартон               |
| 27 жовтня                 | Блекберн Парк Роад      | 6:0     | Лоу Мур              |
| 27 жовтня                 | Дарвен                  | 2:2     | Чарч                 |
| 3 листопада Перегравання  | Чарч                    | 0:1     | Дарвен               |
| 27 жовтня                 | Вулвергемптон Вондерерз | 4:1     | Лонг Ітон Рейнджерс  |
| 31 жовтня                 | Падігем                 | 3:1     | Ловер Дарвен         |
| 3 листопада               | Рочестер                | 2:1     | Аксбрідж             |
| 3 листопада               | Ромфорд                 | 3:0     | Вудфорд Брідж        |
| 3 листопада               | Гановер Юнайтед         | 1:6     | Брентвуд             |
| 3 листопада               | Олд Вестмінстер         | 3:0     | Чатем                |
| 3 листопада               | Болтон Ассоціейшн       | 5:1     | Бредшоу              |
| 3 листопада               | Галл Таун               | 1:3     | Грімсбі Таун         |
| 10 листопада              | Грантем                 | 3:2     | Спілсбі Таун         |
| 10 листопада              | Сток                    | 1:2     | Манчестер            |
| 10 листопада              | Редінг                  | 2:2     | Саут Редінг          |
| 17 листопада Перегравання | Саут Редінг             | 0:4     | Редінг               |
| 10 листопада              | Шеффілд                 | 1:4     | Локвуд Братерс       |
| 10 листопада              | Віндзор                 | 5:3     | Роял Енджинірс       |
| 10 листопада              | Друїдс                  | 0:1     | Нортвіч Вікторія     |
| 10 листопада              | Ноттс Каунті            | 3:1     | Шеффілд Гілі         |
| 10 листопада              | Гендон                  | 3:2     | Олд Ітоніанс         |
| 10 листопада              | Олд Форестерс           | 2:1     | Дрідноут             |
| 10 листопада              | Вест Енд                | 1:0     | Мейденгед            |
| 10 листопада              | Москітос                | 3:2     | Пілігрімс            |
| 10 листопада              | Стаффорд Роад           | 5:1     | Астон Юніті          |
| 10 листопада              | Актон                   | 0:2     | Аптон Парк           |
| 10 листопада              | Калтгорп                | 0:9     | Волсолл Таун         |
| 10 листопада              | Редінг Мінстер          | 1:10    | Олд Картузіанс       |
| 10 листопада              | Болтон Вондерерз        | 9:0     | Болтон Олімпік       |
| 10 листопада              | Аккрінгтон              | 4:0     | Блекпул Сент-Джонс   |
| 10 листопада              | Венсбері Олд Атлетік    | 5:0     | Мітчелл Сент-Джорджс |
| 10 листопада              | Горнчарч                | 0:9     | Марлоу               |
| 10 листопада              | Клітроу                 | 3:3     | Саут Шор             |
| 24 листопада Перегравання | Саут Шор                | 3:2     | Клітроу              |
| 10 листопада              | Спітал                  | 1:1     | Ротергем Таун        |
| 17 листопада Перегравання | Ротергем Таун           | 7:2     | Спітал               |
| 10 листопада              | Освестрі                | 2:0     | Гартфорд Сент-Джонс  |
| 10 листопада              | Волсолл Свіфтс          | 1:5     | Астон Вілла          |
| 10 листопада              | Аптон Рейнджерс         | 0:7     | Олд Вайкгемістс      |
| 10 листопада              | Дейвенгем               | 2:0     | Маклсфілд Таун       |
| 10 листопада              | Мідлсбро                | 1:5     | Стейвелі             |
| 10 листопада              | Вест-Бромвіч Альбіон    | 0:2     | Венсбері Таун        |
| 17 листопада              | Россендейл              | 2:6     | Ірвелл Спрінгс       |

## Другий раунд
До другого раунду увійшли переможці першого раунду.
Клуби Аптон Парк, Іглі, Брентвуд та Падігем пройшли до наступного раунду після жеребкування.
| Дата                   | Господарі            | Рахунок                              | Гості                   |
| ---------------------- | -------------------- | ------------------------------------ | ----------------------- |
| 24 листопада           | Олд Картузіанс       | 2:7                                  | Олд Форестерс           |
| 24 листопада           | Нортвіч Вікторія     | 5:1                                  | Дейвенгем               |
| 26 листопада           | Грантем              | 4:0                                  | Грімсбі Таун            |
| 26 листопада           | Блекберн Парк Роад   | 2:3 Аккрінгтон був дискваліфікований | Аккрінгтон              |
| 1 грудня               | Дарвен               | 1:2                                  | Блекберн Олімпік        |
| 1 грудня               | Престон Норт-Енд     | 4:1                                  | Грейт Лівер             |
| 1 грудня               | Редінг               | 1:0                                  | Вест Енд                |
| 1 грудня               | Клепем Роверз        | 7:0                                  | Рочестер                |
| 1 грудня               | Квінз Парк           | 15:0                                 | Манчестер               |
| 1 грудня               | Віндзор              | 0:1                                  | Олд Вайкгемістс         |
| 1 грудня               | Свіфтс               | 2:0                                  | Марлоу                  |
| 1 грудня               | Ноттс Каунті         | 3:0                                  | Ноттінгем Форест        |
| 1 грудня               | Ромфорд              | 3:1                                  | Москітос                |
| 1 грудня               | Стаффорд Роад        | 0:5                                  | Астон Вілла             |
| 1 грудня               | Стейвелі             | 3:1                                  | Венсдей                 |
| 1 грудня               | Болтон Вондерерз     | 3:0                                  | Болтон Ассоціейшн       |
| 1 грудня               | Венсбері Олд Атлетік | 4:2                                  | Вулвергемптон Вондерерз |
| 1 грудня               | Локвуд Братерс       | 3:1                                  | Ротергем Таун           |
| 1 грудня               | Волсолл Таун         | 2:2                                  | Венсбері Таун           |
| 8 грудня Перегравання  | Венсбері Таун        | 6:0                                  | Волсолл Таун            |
| 1 грудня               | Саут Шор             | 0:7                                  | Блекберн Роверз         |
| 1 грудня               | Олд Вестмінстер      | 2:1                                  | Гендон                  |
| 1 грудня               | Рексем Олімпікс      | 3:4                                  | Освестрі                |
| 1 грудня               | Герст                | 3:2 Герст був дискваліфікований      | Ірвелл Спрінгс          |
| 1 грудня               | Бірмінгем Ексельсіор | 1:1                                  | Дербі Мідленд           |
| 15 грудня Перегравання | Дербі Мідленд        | 2:1                                  | Бірмінгем Ексельсіор    |

## Третій раунд
До третього раунду увійшли переможці другого раунду.
Клуби Олд Вайкгемістс, Олд Форестерс, Нортвіч Вікторія та Олд Вестмінстер пройшли до наступного раунду після жеребкування.
| Дата      | Господарі            | Рахунок | Гості              |
| --------- | -------------------- | ------- | ------------------ |
|           | Блекберн Олімпік     | +:-     | Блекберн Парк Роад |
| 20 грудня | Грантем              | 1:4     | Ноттс Каунті       |
| 22 грудня | Редінг               | 1:6     | Аптон Парк         |
| 22 грудня | Клепем Роверз        | 1:2     | Свіфтс             |
| 29 грудня | Престон Норт-Енд     | 9:1     | Іглі               |
| 29 грудня | Ромфорд              | 1:4     | Брентвуд           |
| 29 грудня | Блекберн Роверз      | 3:0     | Падігем            |
| 29 грудня | Стейвелі             | 1:0     | Локвуд Братерс     |
| 29 грудня | Болтон Вондерерз     | 8:1     | Ірвелл Спрінгс     |
| 29 грудня | Венсбері Олд Атлетік | 4:7     | Астон Вілла        |
| 29 грудня | Освестрі             | 1:7     | Квінз Парк         |
| 29 грудня | Венсбері Таун        | 1:0     | Дербі Мідленд      |

## Четвертий раунд
До четвертого раунду увійшли переможці третього раунду.
| Дата                  | Господарі        | Рахунок                                    | Гості            |
| --------------------- | ---------------- | ------------------------------------------ | ---------------- |
| 19 січня              | Престон Норт-Енд | 1:1 Престон Норт-Енд був дискваліфікований | Аптон Парк       |
| 19 січня              | Квінз Парк       | 6:1                                        | Астон Вілла      |
| 19 січня              | Свіфтс           | 2:1                                        | Олд Форестерс    |
| 19 січня              | Ноттс Каунті     | 2:2                                        | Болтон Вондерерз |
| 2 лютого Перегравання | Болтон Вондерерз | 1:2                                        | Ноттс Каунті     |
| 19 січня              | Блекберн Роверз  | 5:1                                        | Стейвелі         |
| 19 січня              | Блекберн Олімпік | 6:0                                        | Олд Вайкгемістс  |
| 19 січня              | Нортвіч Вікторія | 3:0                                        | Брентвуд         |
| 19 січня              | Олд Вестмінстер  | 5:0                                        | Венсбері Таун    |

## П'ятий раунд
До п'ятого раунду увійшли переможці четвертого раунду.
| Дата                   | Господарі        | Рахунок | Гості            |
| ---------------------- | ---------------- | ------- | ---------------- |
| 9 лютого               | Аптон Парк       | 0:3     | Блекберн Роверз  |
| 9 лютого               | Ноттс Каунті     | 1:1     | Свіфтс           |
| 14 лютого Перегравання | Свіфтс           | 0:1     | Ноттс Каунті     |
| 9 лютого               | Блекберн Олімпік | 9:1     | Нортвіч Вікторія |
| 9 лютого               | Олд Вестмінстер  | 0:1     | Квінз Парк       |

## Півфінали
У півфіналах зіграли команди, що перемогли на попередньому етапі.
| Дата      | Господарі       | Рахунок | Гості            |
| --------- | --------------- | ------- | ---------------- |
| 1 березня | Блекберн Роверз | 1:0     | Ноттс Каунті     |
| 1 березня | Квінз Парк      | 4:0     | Блекберн Олімпік |

## Фінал
| 29 березня 1884 |

| Блекберн Роверз    | 2:1      | Квінз Парк |
| ------------------ | -------- | ---------- |
| Совербаттс Форрест | Протокол | Крісті     |

| Кеннінгтон Овал, Лондон Глядачів: 12 000 Арбітр: Майор Френсіс Мариндін |